# Sininocellia
Sininocellia is een geslacht van kameelhalsvliegen uit de familie van de Inocelliidae. 
Sininocellia werd voor het eerst wetenschappelijk beschreven door Ding Yang in 1985.

## Soort
Het geslacht Sininocellia omvat de volgende soort:
- Sininocellia gigantos Yang, 1985